# Луговой (Красноармейский район)
Лугово́й — посёлок в Красноармейском районе Челябинской области. Административный центр Луговского сельского поселения.

## История
Основан в 1929 году при отделении совхоза «Митрофановский» как посёлок для спецпереселенцев (раскулаченных). На окраине урочища были возведены жилые дома, построена молочно-товарная ферма. С 1931 года на территории поселка располагалось отделение маслосовхоза «Миасский», с 1932 года — центральная усадьба мясомолочного совхоза «Донгузлы» Троицкого союзного молочно-мясного треста Народного Комиссариата зерновых и животноводческих совхозов СССР (специализация: производство мяса и молока). Посёлок входил в состав Глубокинского (до 1959 года), Берёзовского (до 1962 года) сельсоветов, Челябинского (до 1932 года) и Копейского (до 1937 года) районов, города Копейска (до 1941 года). В 1938 году в нём насчитывалось 39 домов. В 1942—50 годах и 1954—60 годах на базе действовало подсобное хозяйство комбината «Челябинскуголь» (треста «Копейскуголь»). В 1960 году создан откормочный совхоз «Донгузловский» (с 2000 года ЗАО «Донгузловское») с центральной усадьбой в Луговом.
В начале 1980-х годов здесь одними из первых опробовали новый метод организации труда в полеводстве: поточно-цикловой.
Посёлок официально зарегистрирован в 1961 года, с 1962 года является центром сельсовета.
В 1933—1935 годы в поселке издавалась пятидневная газета политотдела совхоза «Донгузлы» «Совхозник».

## География
Расположен в южной части района, на берегу озера Шувалды. Рельеф — равнина (Западно-Сибибирская низменность); ближайшая высота 185 м. Ландшафт — лесостепь. Посёлок окружают луговые степи. К юго-востоку — редкие колки, к востоку — большое озеро-болото (урочище) Донгузлы.
Расстояние до районного центра села Миасского 40 км.

## Население
| 2002 | 2010 |
| ---- | ---- |
| 751  | ↗775 |

По данным Всероссийской переписи, в 2010 году численность населения посёлка составляла 775 человек (364 мужчины и 411 женщин).

## Улицы
Уличная сеть посёлка состоит из 18 улиц.